# District de Dugbe River
Le district de Dugbe River est une subdivision du comté de Sinoe au Liberia. 
Les autres districts du comté de Sinoe sont :
- Le district de Butaw
- Le district de Greenville
- Le district de Jaedae Jaedepo
- Le district de Juarzon
- Le district de Kpayan
- Le district de Pyneston